# Oumarou Kanazoé
Oumarou Kanazoé (* 31. Dezember 1927 in Yako, Obervolta; † 19. Oktober 2011 in Yako, Burkina Faso) war ein Unternehmer aus Burkina Faso. Er war Gründer, Inhaber und bis zu seinem Tod geschäftsleitender Direktor des Baukonzerns OK – Entreprise Oumarou Kanazoé.

## Leben
Kanazoé ist in bescheidenen Verhältnissen in Yako aufgewachsen. Wenn er nicht auf dem Feld arbeitete, besuchte er die Koranschule. Im Alter von 12 Jahren stirbt Kanazoés Vater, der junge Kanazoé muss fortan um sein Überleben kämpfen. Er beginnt Baumwollstreifen zu färben und zu verkaufen, zuerst auf den Märkten der umliegenden Dörfer, später auch in den wichtigen Handelsstädten Kumasi (Ghana) und Mopti (Mali). zu Beginn absolvierte er seine Handelsreisen stets zu Fuß, später auch per Esel und Fahrrad.
Schon bald stellt sich der Erfolg ein und Kanazoé stieg auf profitablere Handelswaren wie Kolanüsse, Salz und Sandalen um. 1950 ließ er sich wieder in Yako nieder, heiratete seine erste Frau und eröffnete mit seinen Ersparnissen einen Krämerladen und ein kleines Restaurant. Fünf Jahre später kaufte er sich einen Lastwagen, der ihm den Einstieg in den Transportsektor sowie in den Baustoffhandel erlaubte. Mit der Gründung seines Bauunternehmens OK - Entreprise Oumarou Kanazoé im Jahre 1973 legte er den Grundstein zu seinem Höhenflug. Wenige Jahre später gehörte das Unternehmen zu den größten Bauunternehmen Westafrikas.
Kanazoé wurde mit seiner „vom Tellerwäscher zum Millionär-Karriere“ für viele Menschen in Westafrika ein Symbol der Hoffnung, gleichzeitig stand er aber auch als typischer Vertreter einer klientelistischen Oberschicht trotz seines starken Engagements zu Gunsten des Islams und zur Bekämpfung der Armut auch immer wieder in der Kritik.
Kanazoé starb am 19. Oktober 2011 in Yako.

## Politik
Obwohl Kanazoé nie für ein politisches Amt kandidierte oder Mitglied einer Partei war, spielte er aufgrund seiner Wirtschaftsmacht auch politisch eine wichtige Rolle in Burkina Faso. Er stand der dominanten Regierungspartei CDP nahe.
Eine aktivere Rolle spielte Kanazoé – zum Beispiel als Präsident der Handelskammer Burkina Fasos – in der Handels- und Wirtschaftspolitik und in der muslimischen Gemeinschaft Burkina Fasos (Communauté musulmane du Burkina), deren Präsidium er 2004 übernommen hatte.

## Auszeichnungen und Privatleben

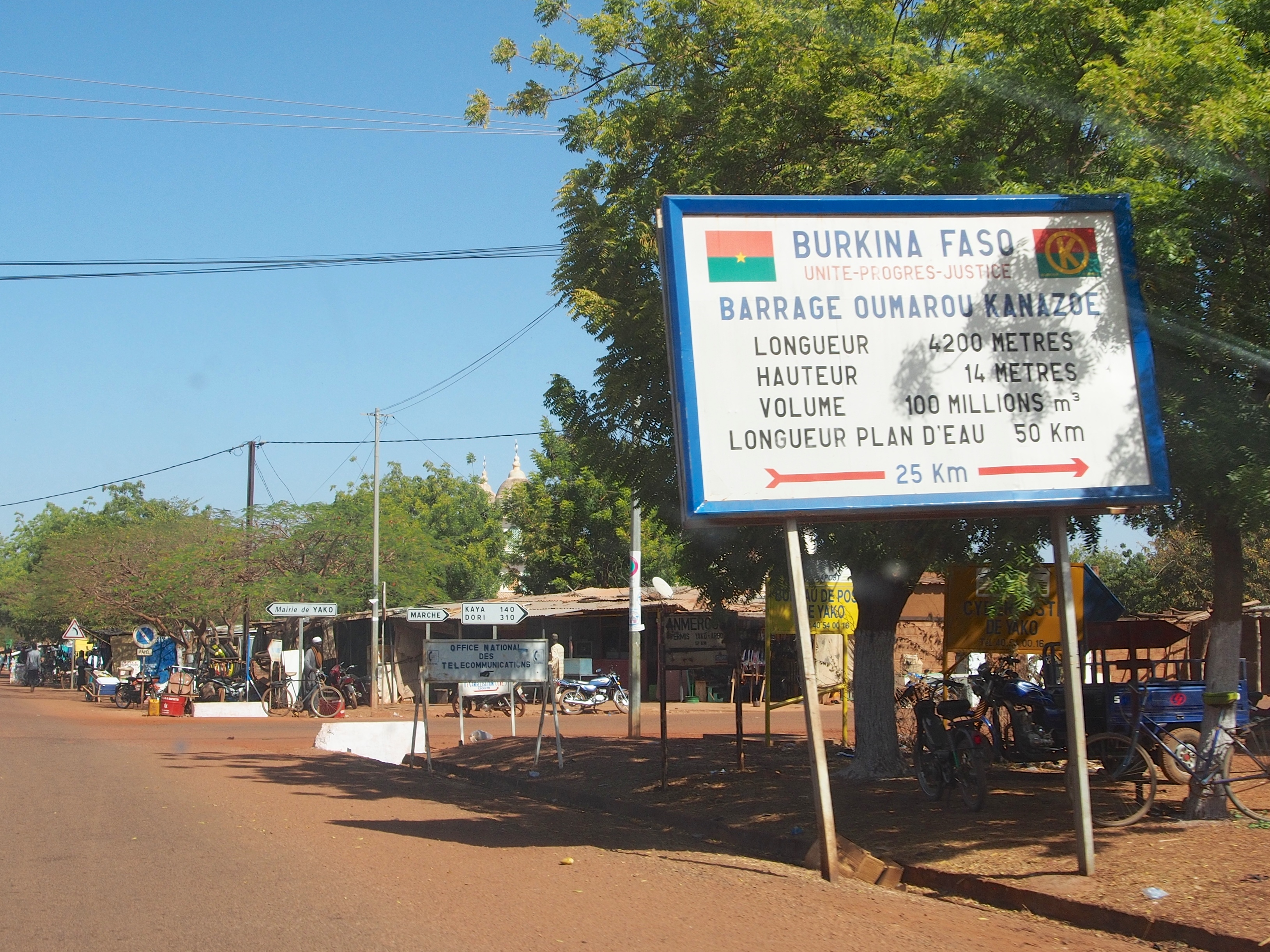
Wegweiser zum Stausee Oumarou Kanazoé in Yako

Kanazoé war ein moderater, gläubiger Muslim. Er hat vor einigen Jahren den Haddsch auf sich genommen und trug dementsprechend den Ehrentitel „Haddschi (حاجي).“ Weiter wurde er mehrfach mit Ehrenmedaillen und -titeln ausgezeichnet, darunter auch mit dem nationalen Verdienstorden Burkina Fasos. Nach ihm wurde eine Hauptstraße in Ouagadougou (Avenue Oumarou Kanazoé) und ein Stausee in der Nähe von Yako benannt.
Kanazoé war mit vier Frauen verheiratet und Vater von 32 Kindern.